# Банчонг Чайяра, Филипп
Филипп Банчонг Чайяра (тайск. ฟิลิป บรรจง ไชยรา CSsR, 30.01.1945 г., Чангминг, Таиланд) — католический прелат, епископ Убонратчатхани с 25 марта 2006 года, член мужской монашеской конгрегации редемптористов.

## Биография
Филипп Банчонг Чайяра родился 30 января 1945 года в Чангминге, Таиланд. 2 августа 1969 года вступил в монашескую конгрегацию редемптористов. Изучал философию и теологию в США. 12 июня 1975 года был рукоположён в священника, после чего работал в епархии Удонтхани. C 1979 по 1981 года был ректором семинарии в городе Сираша. С 1981 по 1987 год служил викарием в Бангкоке и позднее — в приходах епархии Удонтхани. С 1993 по 2002 год занимался благотворительной и социальной деятельностью в городе Паттайя. С 2005 года служил в приходе святого Николая в Паттайе.
25 марта 2006 года Римский папа Бенедикт XVI назначил Филиппа Банчонг Чайяру епископом Убонратчатхани. 27 июня 2006 года состоялось рукоположение Филиппа Банчонг Чайяры в епископа, которое совершил епископ Михаил Бунлун Мансап в сослужении с епископом Удонтхани Георгием Йод Пхимписаном и апостольским делегатом Брунея Сальваторе Пеннаккио.